# Mattersburg
Mattersburg è un comune austriaco di 7241 abitanti, capoluogo dell'omonimo distretto nello Stato del Burgenland.

## Geografia
Mattersburg è situata nella parte nord del Burgenland, lungo le rive del fiume Wulka, a 16 km a sud-ovest di Eisenstadt.

## Sport
Il club calcistico cittadino principale è lo Sportverein Mattersburg, che milita nella Bundesliga; la società cestistica più importante della città è il Basketballklub Mattersburg Rocks.